# Bisbat de Novara

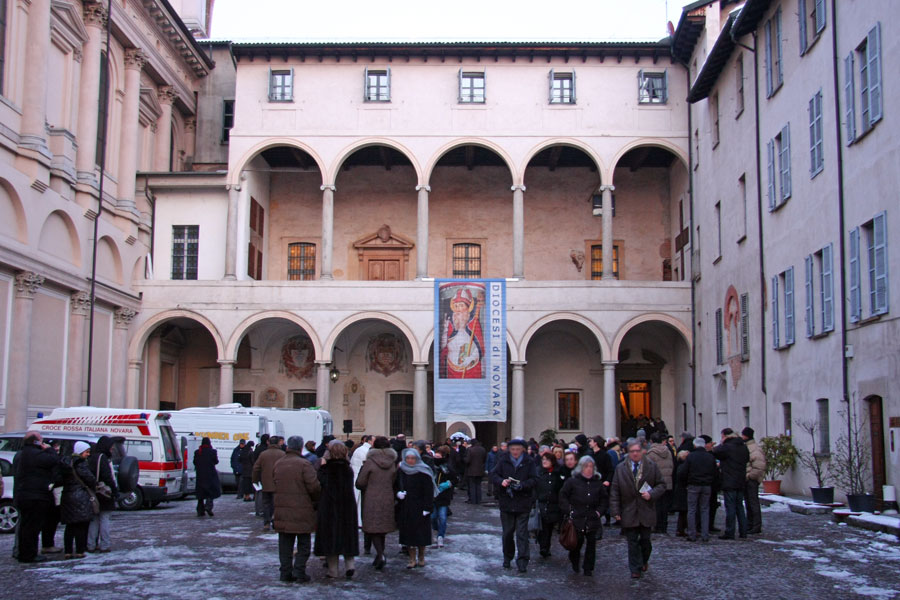
El Palau episcopal

El bisbat de Novara (italià: Diocesi di Novara; llatí: Dioecesis Novariensis) és una seu de l'Església catòlica, sufragània de l'arquebisbat de Vercelli, que pertany a la regió eclesiàstica Piemont. El 2010 tenia 527.900 batejats d'un total de 562.000 habitants. Actualment està regida pel bisbe Franco Giulio Brambilla.

## Territori
La diòcesi comprèn la ciutat de Novara, la quasi totalitat de la província homònima (llevat dels municipis de Biandrate, Casalbeltrame, Casaleggio Novara, Landiona, Recetto, San Nazzaro Sesia, Vicolungo i Vinzaglio, que pertanyen a l'arxidiòcesi de Vercelli i Sozzago, que pertany a la diòcesi de Vigevano), tota la província de Verbano Cusio Ossola, el territori de la Valsesia a la província de Vercelli i Gravellona Lomellina a la província de Pavia.
El ritu ambrosià està adoptat a les parròquies de Cannobio, Sant'Agata, San Bartolomeo Valmara, Traffiume, Falmenta, Crealla, Cavaglio - Gurrone, Spoccia, Cursolo - Orasso, Gurro, Finero, Trarego Viggiona i Cannero Riviera, en virtut del fet que l'alto Verbano havia estat, abans de la incorporació a la diòcesi novaresa (1817), part de l'arxidiòcesi de Milà.
És la diòcesi més gran del Piemont i la segona en nombre de batejats i parròquies, després de l'arxidiòcesi de Torí. El territori s'estén sobre 4.283 km² i està dividit en 346 parròquies agrupades en 8 arxiprestats: Novara città, Ovest Ticino, Aronese, Borgomanerese, Cusio, Verbano, Ossola iValsesia.
La diòcesi limita al nord amb les diòcesis de Sion i de Lugano, ambdues a territori suís; a l'est amb l'arxidiòcesi de Milà; al sud amb el bisbat de Vigevano i l'arquebisbat de Vercelli, amb el qual també limita a l'oest, conjuntament amb el bisbat d'Aosta, així com lleument amb el bisbat de Biella.

## Història
La diòcesi es remunta al segle iv, com a sufragània de l'arxidiòcesi de Milà. El primer bisbe va ser sant Gaudenci, patró de la diòcesi, consagrada per sant Simplicià, successor de sant Ambròs; la seva vida va ser escrida al segle viii per ordre del bisbe Leo.
Novara és una de les poques diòcesis italiana dels quals hi ha els díptics amb la cronologia completa dels bisbes des dels seus orígens fins a l'edat mitjana: hi ha dos díptics que han arribat fins a nosaltres, el de la catedral i de la basílica de Sant Gaudenci. Només a partir de bisbe Attone (a principis del segle ix) s'enumeren en determinades díptics les referències cronològiques; dels 31 bisbes anteriors, pocs són històricament testificats per altres fonts. El primer d'ells és Simpliciano, que va participar en el sínode Provincial de Milà, organitzat pel metropolità Eusebi el 451 per aprovar el tom del Papa Lleó el Gran contra els monofisites.
El primer esment del capítol de la catedral data de principis del segle xi, que es compon d'un ardiaca, un arxipreste, un primicer, un cantor, un gramàtic, un prepost, quatre diaques, deu sotsdiaques i onze preveres.
El 17 de juliol de 1817 la seu de Vercelli es va convertir en arxidiòcesi metropolitana el 26 de setembre del mateix any i Novara es va convertir en sufragània. En la mateixa diòcesi s'incorporà el territori de l'alto Verbano, que havia pertangut a l'arxidiòcesi de Milà.
El 1822 va vendre les parròquies de Zwischbergen i Simplon a la diòcesi de Sion.
Des del 2007, després de la promulgació del Motu Proprio Summorum Pontificum, tres sacerdots de la diòcesi van començar a celebrar exclusivament segons la forma extraordinària del ritu romà, fet que la cúria de Novara va respondre amb una forta resistència a l'aplicació de les directrius del Papa, sobretot la primera vegada, anant tan lluny com per eliminar les respectives parròquies als tres sacerdots.

## Cronologia episcopal
- San Gaudenzio † (397 - 22 de gener de 417 mort)
- Sant'Agabio †
- San Lorenzo †
- Diogene †
- Pascenzio †
- Simpliciano † (citat el 451)
- Vittore †
- Pagaziano †
- Onorato † (primers decennis del segle vi)
- Opilio †
- Ambrogio I †
- Filacrio o Ilario † (vers 538 - 15 de desembre de 553 o 554 mort)
- Agnello †
- Spettabile †
- Marcello †
- Severo †
- Lupicino †
- Probino o Urbano †
- Vigilio †
- Flavino o Flaviano †
- Pramfronio o Pamfronio †
- Graziano † (citat el 680)
- Probo †
- Laureolo †
- Leone † (VIII secolo)
- Ambrogio II †
- Grazioso † (citat el 729)
- Benedetto †
- Pietro I †
- Sicardo †
- Tito Levita † (vers 780 - vers 800 mort)
- Attone † (novembre de 800 - febrer de 830 mort)
- Sant'Adalgisio † (febrer de 830 - abril de 848 mort)
- Oddone I † (abril de 848 - setembre de 858 mort)
- Deutemiro † (setembre de 858 - 869 mort)
- Notingo † (maig de 869 - setembre de 879 mort)
- Lamberto † (octubre de 879 - febrer de 881 mort)
- Ernusto o Ernulfo † (febrer de 881 - agost de 882 mort)
- Cadulto † (agost de 882 - 5 d'abril de 891 mort)
- Liuterio † (abril de 891 - febrer de 895 mort)
- Garibaldo † (febrer de 895 - 9 de maig de 902 mort)
- Dagiberto (maig de 902 - juliol de 940 mort)
- Rodolfo † (juliol de 940 - agost de 957 mort)
- Pietro II † (agost de 957 - desembre de 964 mort)
- Aupaldo † (desembre de 964 - abril-maig de 993 mort)
- Pietro III † (993 - febrer de 1032 mort)
- Gualberto † (1032 - febrer de 1039)
- Riprando † (2 de febrer de 1039 - 21 de desembre de 1053 mort)
- Oddone II † (10 de juny de 1054 - 18 d'agost de 1079 mort)
- Alberto † (finals de 1080 - inici de 1083 mort)
  - Anselmo † (1083 - vers 1114) (antibisbe)
  - Eppone † (vers 1114 - 1116) (antibisbe)
- Riccardo † (2 de setembre de 1116 - 25 de juliol de 1123 mort)
- Litifredo † (1123 - 17 de maig de 1151 mort)
- Guglielmo Tornielli † (2 de novembre de 1153 - vers 1168 deposat)
- Guglielmo Faletti † (6 de novembre de 1168 - vers 1172)
- Bonifacio † (3 de novembre de 1172 - 8 de desembre de 1191)
- Ottone † (vers 1192 - 9 de juny de 1196)
- Pietro IV † (1196 - 1209 ?)
  - Gerardo da Sessa, O.Cist. † (1209 - 4 de maig de 1211 nomenat arquebisbe de Milà) (bisbe electe)
- Oldeberto Tornielli † (21 de maig de 1213 - 15 de març de 1235 mort)
- Odemaro Buzio † (1 d'octubre de 1235 - 10 d'abril de 1249 mort)
- Sigebaldo Caballazio † (28 de juliol de 1249 - 1269 mort)[3]
  - Sede vacante (1269-1287)[4]
- Englesio Caballazio, O.F.M. † (14 de febrer de 1287 - 20 de gener de 1291 mort)
  - Sede vacante (1291-1296)
  - Matteo Visconti † 8 de febrer de 1291 - 1296) (bisbe electe)
- Papiniano della Rovere † (4 de febrer de 1296 - 3 de juny de 1300 nomenat bisbe de Parma)
  - Sede vacante (1300-1303)
- Bartolomeo Quirini † (8 de gener de 1303 - 10 de gener de 1304 nomenat bisbe de Trento)
- Uguccio Borromeo † (19 de febrer de 1304 - 1329 mort)
  - Giovanni de Spaim † (1329 - ?) (antibisbe)
- Giovanni Visconti † (1 d'agost de 1331 - 17 de juliol de 1342 nomenat arquebisbe de Milà)
- Guglielmo da Cremona, O.S.A. † (17 de juliol de 1342 - 29 de gener de 1356 mort)[5]
- Oldrado Maineri † (12 d'octubre de 1356 - vers 1388 mort)
- Pietro Filargo, O.F.M. † (18 de setembre de 1389 - 17 de maig de 1402 nomenat arquebisbe de Milà, posteriorment elegit antipapa amb el nom d'Alexandre V)
- Giovanni Capogallo, O.S.B. † (4 d'agost de 1402 - 15 de juny de 1413 mort)
- Pietro de Giorgi † (15 de febrer de 1413 - 4 de novembre de 1429 nomenat arquebisbe de Gènova)
- Bartolomeo Visconti † (4 de novembre de 1429 - 28 d'abril de 1457 mort)
- Jacopo Filippo Crivelli † (30 de maig de 1457 - 1466 mort)
- Bernardo Rossi † (8 d'octubre de 1466 - 1468 mort)
- Giovanni Arcimboldi † (21 de novembre de 1468 - 25 d'octubre de 1484 nomenat arquebisbe de Milà)
  - Ascanio Sforza † (25 d'octubre de 1484 - 1484 renuncià) (administrador apostòlic)
- Gerolamo Pallavicini † (18 d'abril de 1485 - 18 d'agost de 1503 mort)
  - Ascanio Sforza † (1503 - 28 de maig de 1505 mort) (administrador apostòlic per segon cop)
  - Federico Sanseverino † (30 de maig de 1505 - 24 d'octubre de 1511 deposat) (administrador apostòlic)
  - Matteo Schiner † (6 de febrer de 1512 - 1516 renuncià) (administrador apostòlic)
  - Federico Sanseverino † (1516 - 7 d'agost de 1516 mort) (administrador apostòlic per segon cop)
  - Antonio Maria Ciocchi del Monte † (19 d'abril de 1516 - 1521 renuncià) (administrador apostòlic)
  - Matteo Schiner † (1521 - 30 de setembre de 1522 mort) (administrador apostòlic per segon cop)
  - Antonio Maria Ciocchi del Monte † (30 de setembre de 1522 - 20 de desembre de 1525 renuncià) (administrador apostòlic per segon cop)
- Ermete Stampa † (20 de desembre de 1525 - 1526 mort)
- Giovanni Angelo Arcimboldi † (2 de març de 1526 - 19 de març de 1550 nomenat arquebisbe de Milà)
  - Hipòlit II d'Este † (19 de març de 1550 - 18 de novembre de 1551 renuncià) (administrador apostòlic)
  - Giulio della Rovere † (18 de novembre de 1551 - 12 de setembre de 1552 renuncià) (administrador apostòlic)
- Giovanni Gerolamo Morone † (12 de setembre de 1552 - 13 de març de 1560 renuncià)
- Giovanni Antonio Serbelloni † (13 de març de 1560 - 1574 renuncià)
- Romolo Archinto † (26 d'abril de 1574 - 4 de setembre de 1576 mort)
- Gerolamo Ragazzoni † (19 de setembre de 1576 - 19 de juliol de 1577 nomenat bisbe de Bèrgam)
- Pomponio Cotta † (19 de juliol de 1577 - 11 de setembre de 1579 mort)[6]
- Francesco Bossi † (21 d'octubre de 1579 - 18 de setembre de 1584 mort)[7]
- Gaspare Visconti † (5 de novembre de 1584 - 28 de novembre de 1584 nomenat arquebisbe de Milà)
- Cesare Speciano † (28 de novembre de 1584 - 30 de gener de 1591 nomenat bisbe de Cremona)
- Pietro Martire Ponzone † (8 de febrer de 1591 - 19 de novembre de 1592 mort)
- Carlo Bascapè, B. † (8 de febrer de 1593 - 6 d'octubre de 1615 mort)
- Ferdinando Taverna † (16 de novembre de 1615 - 29 d'agost de 1619 mort)
- Ulpiano (Volpiano) Volpi † (13 de novembre de 1619 - 10 de març de 1629 mort)
- Giovanni Pietro Volpi † (10 de març de 1629 - 12 de setembre de 1636 mort)
- Antonio Tornielli † (15 de desembre de 1636 - 8 de març de 1650 mort)
- Beato Benedetto Odescalchi † (4 d'abril de 1650 - 6 de març de 1656 renuncià)
- Giulio Maria Odescalchi, O.S.B. † (6 de març de 1656 - 28 d'agost de 1666 mort)
- Giuseppe Maria Maraviglia, C.R. † (12 de desembre de 1667 - 19 de setembre de 1684 mort)
  - Sede vacante (1684-1688)
  - Celestino Sfondrati, O.S.B. † (1685 - 4 de setembre de 1686 nomenat abat del monestir de San Gallo) (bisbe electe)
- Giovanni Battista Visconti, B. † (31 de maig de 1688 - 10 d'agost de 1713 mort)
- Giberto Borromeo † (17 de gener de 1714 - 22 de gener de 1740 mort)
- Bernardino Ignazio Roero di Cortanze, O.F.M.Cap. † (18 de setembre de 1741 - 26 d'octubre de 1747 mort)
- Giovanni Battista Baratta, C.O. † (29 de gener de 1748 - 11 d'abril de 1748 mort)
- Ignazio Rovero Sanseverino † (15 de juliol de 1748 - 10 de setembre de 1756 mort)
- Marco Aurelio Balbis Bertone † (3 de gener de 1757 - 17 de maig de 1789 mort)
  - Sede vacante (1789-1791)
- Carlo Luigi Buronzo del Signore † (26 de setembre de 1791 - 24 de juliol de 1797 nomenat arquebisbe de Torí)
- Vittorio Filippo Melano, O.P. † (24 de juliol de 1797 - 23 de desembre de 1813 mort)
  - Sede vacante (1813-1817)
- Giuseppe Morozzo Della Rocca † (1 d'octubre de 1817 - 22 de març de 1842 mort)
- Giacomo Filippo Gentile † (27 de gener de 1843 - 23 d'octubre de 1875 mort)
- Stanislao Eula † (28 de gener de 1876 - 10 d'abril de 1886 mort)
- Davide Riccardi † (7 de juny de 1886 - 14 de desembre de 1891 nomenat arquebisbe de Torí)
- Edoardo Pulciano † (11 de juliol de 1892 - 16 de desembre de 1901 nomenat arquebisbe de Gènova)
- Mattia Vicario † (16 de desembre de 1901 - 5 de març de 1906 mort)
- Giuseppe Gamba † (13 d'agost de 1906 - 20 de desembre de 1923 nomenat arquebisbe de Torí)
- Giuseppe Castelli † (21 d'octubre de 1924 - 12 de setembre de 1943 mort)
- Leone Giacomo Ossola, O.F.M.Cap. † (9 de setembre de 1945 - 11 de juny de 1951 nomenat arquebisbe, a títol personal, titular de Gerpiniana)
- Gilla Vincenzo Gremigni, M.S.C. † (29 de juny de 1951 - 7 de gener de 1963 mort)
- Placido Maria Cambiaghi, B. † (28 de febrer de 1963 - 30 d'octubre de 1971 renuncià)
- Aldo Del Monte † (15 de gener de 1972 - 19 de desembre de 1990 jubilat)
- Renato Corti (19 de desembre de 1990 - 24 de novembre de 2011 jubilat)
- Franco Giulio Brambilla, des del 24 de novembre de 2011

## Estadístiques
A finals del 2004, la diòcesi tenia 525.265 batejats sobre una població de 545.065 persones, equivalent al 96,4% del total.
| any  | població | població | població | sacerdots | sacerdots       | sacerdots       | sacerdots             | diaques | religiosos | religiosos | parroquies |
| ---- | -------- | -------- | -------- | --------- | --------------- | --------------- | --------------------- | ------- | ---------- | ---------- | ---------- |
| any  | batejats | total    | %        | total     | clergat secular | clergat regular | batejats por sacerdot | diaques | homes      | dones      |            |
| 1950 | 419.500  | 420.000  | 99,9     | 840       | 610             | 230             | 499                   |         | 190        | 2.294      | 381        |
| 1970 | 538.000  | 540.000  | 99,6     | 538       | 538             |                 | 1.000                 |         |            |            | 408        |
| 1980 | 540.000  | 566.689  | 95,3     | 683       | 475             | 208             | 790                   | 4       | 281        | 1.932      | 419        |
| 1990 | 567.000  | 589.000  | 96,3     | 634       | 454             | 180             | 894                   | 9       | 212        | 1.430      | 346        |
| 1999 | 512.000  | 530.000  | 96,6     | 549       | 413             | 136             | 932                   | 13      | 193        | 1.180      | 346        |
| 2000 | 510.000  | 529.000  | 96,4     | 538       | 406             | 132             | 947                   | 12      | 187        | 1.170      | 346        |
| 2001 | 528.000  | 533.650  | 98,9     | 537       | 402             | 135             | 983                   | 13      | 191        | 1.210      | 346        |
| 2002 | 518.300  | 530.300  | 97,7     | 536       | 399             | 137             | 966                   | 13      | 198        | 1.185      | 346        |
| 2003 | 517.600  | 529.900  | 97,7     | 528       | 396             | 132             | 980                   | 15      | 177        | 1.160      | 346        |
| 2004 | 525.265  | 545.065  | 96,4     | 521       | 388             | 133             | 1.008                 | 15      | 176        | 1.125      | 346        |
| 2010 | 527.900  | 562.000  | 93,9     | 465       | 357             | 108             | 1.135                 | 19      | 148        | 960        | 346        |